# 桑山貞晴
桑山 貞晴（くわやま さだはる）は、江戸時代前期の大名。大和国御所藩2代藩主。官位は従五位下・加賀守。同名のおじがいる。

## 略歴
初代藩主・桑山元晴の次男として誕生。元和6年（1620年）、父の死去により跡を継ぐ。正室は本多康紀娘。
元和9年（1623年）、従五位下加賀守に叙任される。しかし寛永6年（1629年）に継嗣のないまま26歳で死去した。
貞晴は弟・栄晴を末期養子として継がせようとしたが認められず、御所藩は廃藩、幕府領となった。
しかし父・元晴の功績に免じて、翌年6月に栄晴が名跡を相続することのみは認められ、寛永11年（1634年）には500俵を給され、子孫は1000石の旗本として存続した。